# قائمة إصدارات الطوابع البريدية في رأس الخيمة (1968)
أدارت المملكة المتحدة العلاقات الخارجية لإمارات الساحل المتصالح نتيجة لمعاهدة «الاتفاقية الحصرية» لعام 1892، بما في ذلك إدارة البريد والبرق - حيث تكن هذه الإمارات منتمية للاتحاد البريدي العالمي. افتتحت حكومة الهند أول مكتب بريد في دبي في عام 1941. وفي عام 1948، وتولت إدارته وتشغيله الوكالات البريدية البريطانية في شرق شبه الجزيرة العربية، وهي شركة تابعة لمكتب البريد العام. كانت الطوابع في ذلك الوقت عبارة عن طوابع بريطانية مقابل رسوم إضافية بقيمة الروبية، حتى عام 1959، حيث أصدرت مجموعة من طوابع بريدية تحمل اسم «الإمارات المتصالحة» من دبي.
في عام 1963، تنازلت المملكة المتحدة عن مسؤوليتها عن الأنظمة البريدية في الإمارات المتصالحة إلى حكام الإمارات المتصالحة. لذا أصدرت إمارة رأس الخيمة أول طوابعها البريدية في سنة 1964.
الكثير من الطوابع التي أصدرت في إمارة رأس الخيمة تصنف ضمن طوابع الكثبان الرملية. طبعت هذه الطوابع بكثرة في الستينيات وأوائل السبعينيات من القرن الماضي، وتكاد تكون عديمة القيمة اليوم.
وجد فينبار كيني وهو رجل أعمال أمريكي ومن هواة جمع الطوابع الفرصة لإنشاء عدد من الإصدارات من الطوابع التي تستهدف سوق جامعي الطوابع المربح. وقد أبرم في عام 1964 اتفاقات مع إمارات الخليج العربي لإصدار طوابع، ومن بينها إمارة رأس الخيمة. حملت هذه الطوابع مصورا ذات ألوان وأشكال صارخة وليس لها صلة فعلية بالإمارات.
كان بيع الطوابع البريدية لفترة قصيرة تجارة مربحة للإمارات، حيث كان لمعظم الإمارات القليل من مصادر الدخل، باستثناء إمارة أبو ظبي، التي توفر فيها إنتاج النفط منذ عام 1965. ومع ذلك، انخفضت الإيرادات التي تصل إلى 70 ألف جنيه إسترليني للإمارات الأفقر إلى 30 ألف جنيه إسترليني مع التشبع الحتمي للسوق. شكل بيع الطوابع بحلول عام 1966 المصدر الرئيسي لدخل الإمارات المتصالحة الشمالية.
أدى انتشارها في النهاية إلى تقليل قيمتها، ولهذا السبب، فإن العديد من الكتالوجات الشعبية اليوم لا تدرجها حتى.
اتهم فينبار كيني بالتورط في قضية رشوة في الولايات المتحدة بسبب تعاملاته مع حكومة جزر كوك. انتهت ترتيبات فينبار كيني عندما توحدت الإمارات العربية المتحدة في ديسمبر 1971.
هذه قائمة إصدارات الطوابع البريدية في إمارة رأس الخيمة لعام 1968م.

## إصدارات يوم المرأة
أُصدرت أربعة طوابع للبريد العادي وأربعة طوابع للبريد الجوي وبطاقة تذكارية واحدة لمناسبة يوم المرأة:
| # | تاريخ الإصدار | الوصف | الصورة المخرمة | الصورة غير المخرمة | القيمة       | الأبعاد     |
| - | ------------- | --- | -------------- | ------------------ | ------------ | ----------- |
| 1 | 21 مارس 1968  | طابع تظهر فيه صورة الدوقة الإيطالية بياتشريتي دي إستي (دوقة مدينتي باري وميلانو الإيطاليتين) رسمها الفنان ليوناردو دا فينشي |                |                    | عشرون درهما  | 45 * 60 ملم |
| 2 | 21 مارس 1968  | طابع تظهر فيه لوحة مادونا ديل كارديلينو للرسام الإيطالي رفائيل                                                              |                |                    | ثلاثون درهما | 45 * 60 ملم |
| 3 | 21 مارس 1968  | طابع تظهر فيه لوحة لا فيلاتا للرسام الإيطالي رفائيل                                                                         |                |                    | أربعون درهما | 45 * 60 ملم |
| 4 | 21 مارس 1968  | طابع يظهر فيه رسم القديسة فابيولا للرسام الفرنسي جان جاك هينر                                                               |                |                    | خمسون درهما  | 45 * 60 ملم |
| 5 | 21 مارس 1968  | طابع يظهر فيه رسم الأميرة الفرنسية هنرييت الفرنسية للرسام الفرنسي جان مارك ناتييه                                           |                |                    | ريال واحد    | 60 * 45 ملم |
| 6 | 21 مارس 1968  | طابع تظهر فيه لوحة القارئة الحسناء للرسام الفرنسي جان هونوري فراغونارد                                                      |                |                    | ريالان       | 45 * 60 ملم |
| 7 | 21 مارس 1968  | طابع تظهر فيه لوحة للرسام الفرنسي جان مارك ناتييه                                                                           |                |                    | ثلاثة ريالات | 60 * 45 ملم |
| 8 | 21 مارس 1968  | طابع تظهر فيه لوحة مادونا والطفل والوسادة الخضراء للرسام الإيطالي أندريا سولاري                                             |                |                    | أربعة ريالات | 45 * 60 ملم |

وأُصدرت ورقة تذكارية واحدة:

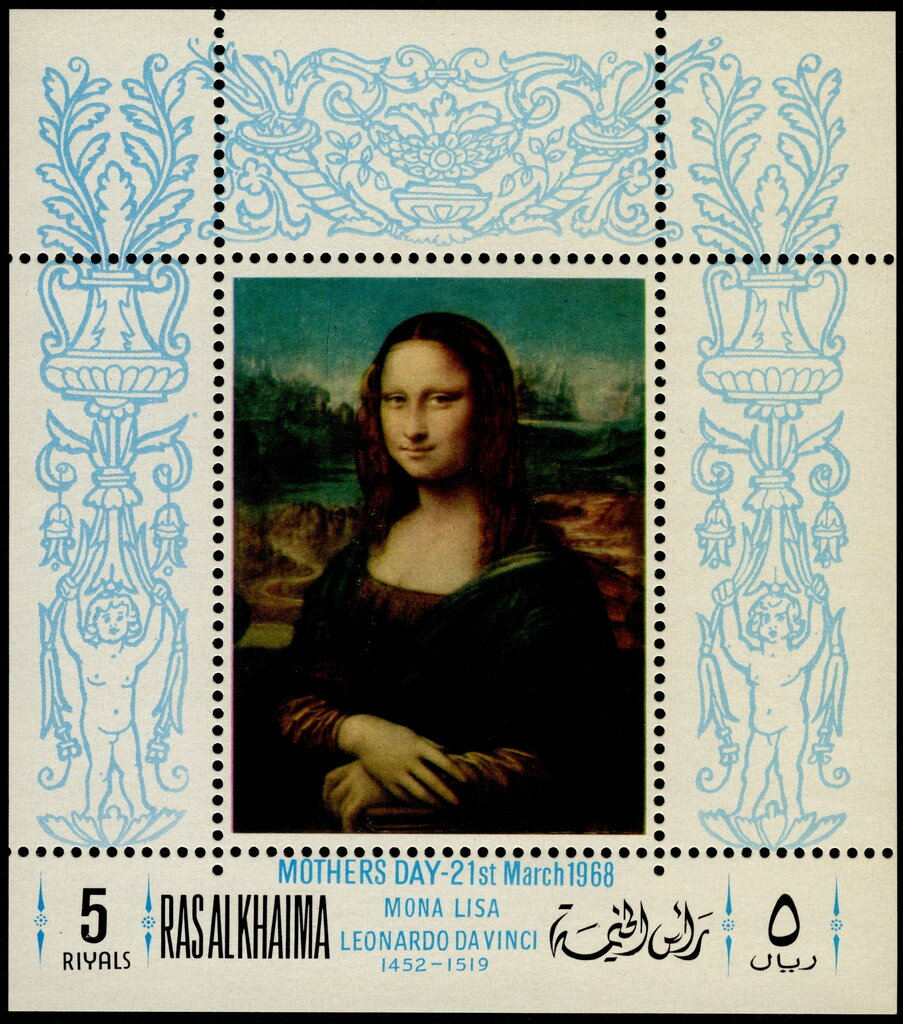
ورقة تذكارية مخرمة تحنوي على لوحة الموناليزا رسمها ليوناردو دا فينشي
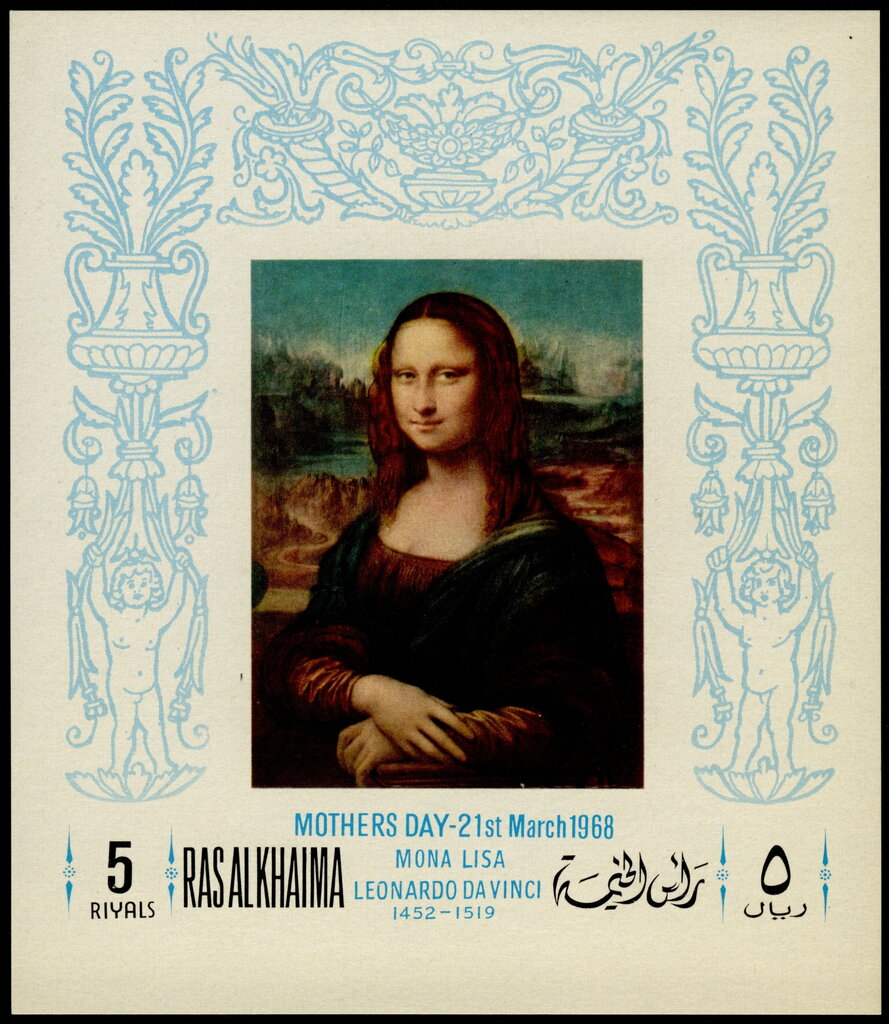
ورقة تذكارية غير مخرمة تحنوي على لوحة الموناليزا رسمها ليوناردو دا فينشي
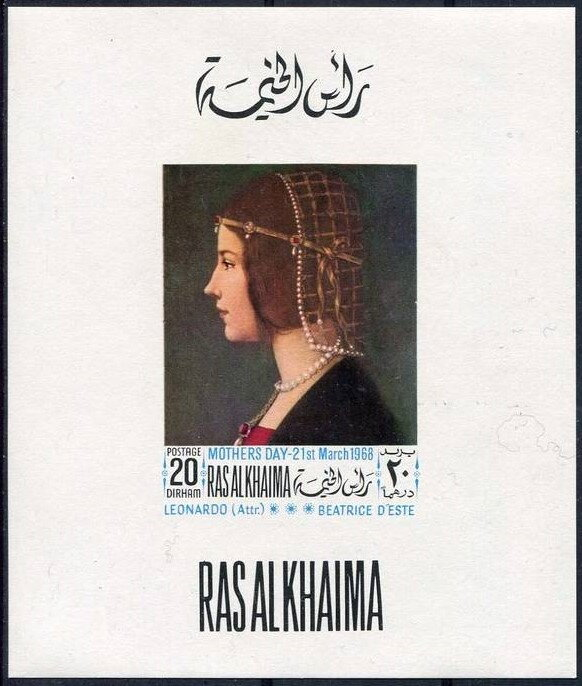
ورقة طابع تحتوي على صورة الدوقة الإيطالية بياتشريتي دي إستي رسمها ليوناردو دا فينشي

## إصدارات السنة الدولية لحقوق الإنسان
أُصدرت ثلاثة طوابع للبريد العادي وبطاقة تذكارية واحدة لمناسبة السنة الدولية لحقوق الإنسان عام 1968 وكانت جميع الإصدارات بقيمة ريالين قطريين:
| # | تاريخ الإصدار | الوصف | صورة الإصدار المخرم | صورة الإصدار غير المخرم | صورة ورقة الطابع التذكارية | صورة الورقة الكاملة للطابع | القيمة | الأبعاد     |
| - | ------------- | --- | ------------------- | ----------------------- | -------------------------- | -------------------------- | ------ | ----------- |
| 1 | 25 مايو 1968  | طابع يحتوي على صورة الرئيس الأمريكي السادس عشر للولايات المتحدة أبراهام لينكون                                                           |                     |                         |                            |                            | ريالان | 60 * 45 ملم |
| 2 | 25 مايو 1968  | طابع يحتوي على صورة الرئيس الأمريكي الخامس والثلاثين للولايات المتحدة جون كينيدي                                                         |                     |                         |                            |                            | ريالان | 60 * 45 ملم |
| 3 | 25 مايو 1968  | طابع يحتوي على صورة الزعيم الأمريكي إفريقي الأصل الذي كان مناضلا ضد التمييز العنصري وأحد رواد حركات الحقوق المدنية مارتن لوثر كينغ الابن |                     |                         |                            |                            | ريالان | 60 * 45 ملم |

وأُصدرت بطاقة تذكارية واحدة وورقة تحتوي على الطوابع الثلاث:

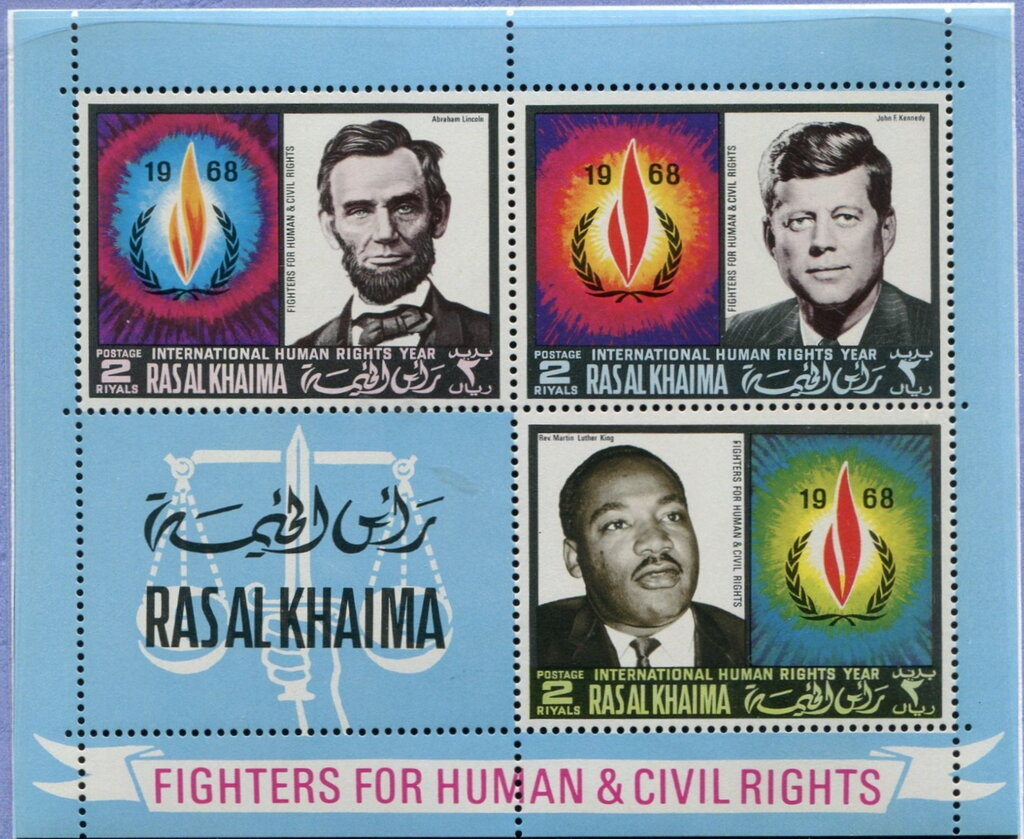
بطاقة تذكارية تحتوي على الإصدار المخرم للطوابع الثلاث
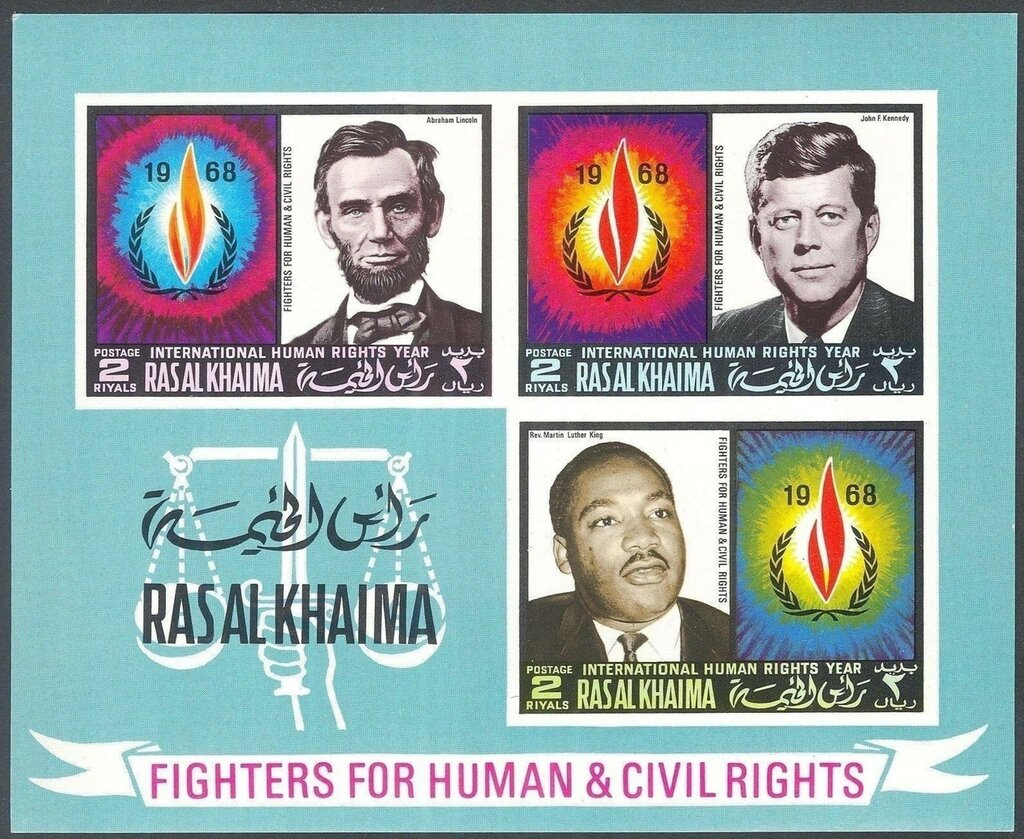
بطاقة تذكارية تحتوي على الإصدار غير المخرم للطوابع الثلاث
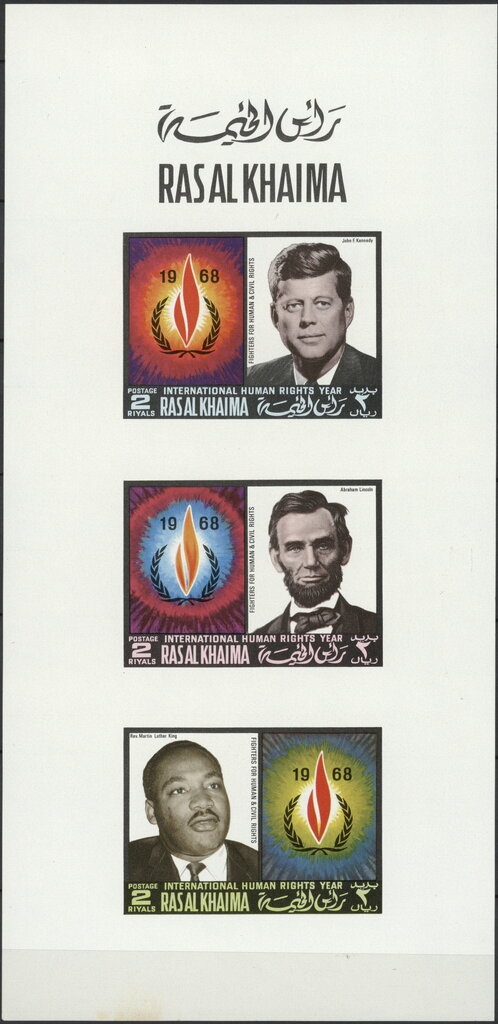
ورقة تحتوي على الطوابع الثلاث

## إصدارات المعرض الوطني في لندن
أُصدرت ثمانية طوابع للبريد العادي وثمانية طوابع للبريد الجوي وأربع بطاقات تذكارية للوحات فنية من المعرض الوطني في لندن:
| #  | تاريخ الإصدار | الوصف                                                                                                 | صورة الإصدار المخرم | صورة الإصدار غير المخرم | القيمة                     | الأبعاد     |
| -- | ------------- | --- | ------------------- | ----------------------- | -------------------------- | ----------- |
| 1  | 24 يوليو 1968 | طابع متعدد الألوان تظهر فيه صورة للوحة فنية لامرأة أمازونية تمتطي جوادا للرسام الفرنسي إدوارد مانيه   |                     |                         | خمسة عشر درهما قطريا       | 60 * 45 ملم |
| 2  | 24 يوليو 1968 | طابع متعدد الألوان تظهر فيه صورة للوحة فنية للرسام الهولندي جيرارد تير بورش                           |                     |                         | خمسة عشر درهما قطريا       | 45 * 60 ملم |
| 3  | 24 يوليو 1968 | طابع متعدد الألوان تظهر فيه صورة للوحة فنية للرسام الفلمنكي يان غوسايرت                               |                     |                         | عشرون درهما قطريا          | 45 * 60 ملم |
| 4  | 24 يوليو 1968 | طابع متعدد الألوان تظهر فيه صورة للوحة الفنية (الرياح العالية) للرسام الإنجليزي جون كونستابل          |                     |                         | خمسة وعشرون درهما قطريا    | 60 * 45 ملم |
| 5  | 24 يوليو 1968 | طابع متعدد الألوان تظهر فيه صورة للوحة فنية للرسام الفلمنكي بيتر بول روبنس                            |                     |                         | خمسة وثلاثون درهما قطريا   | 45 * 60 ملم |
| 6  | 24 يوليو 1968 | طابع متعدد الألوان تظهر فيه صورة للوحة فنية للرسام الإسباني بارتولومه إستبان موريو                    |                     |                         | أربعون درهما قطريا         | 45 * 60 ملم |
| 7  | 24 يوليو 1968 | طابع متعدد الألوان تظهر فيه صورة للوحة فنية للرسام الفرنسي تيودور جيريكو                              |                     |                         | خمسة وأربعون درهما قطريا   | 60 * 45 ملم |
| 8  | 24 يوليو 1968 | طابع متعدد الألوان تظهر فيه صورة للوحة فنية للرسام الفرنسي هنري ماتيس                                 |                     |                         | ستون درهما قطريا           | 45 * 60 ملم |
| 9  | 24 يوليو 1968 | طابع متعدد الألوان تظهر فيه صورة للوحة فنية للرسام الفرنسي أنري تولوز لوترك                           |                     |                         | سبعون درهما قطريا          | 45 * 60 ملم |
| 10 | 24 يوليو 1968 | طابع متعدد الألوان تظهر فيه صورة للوحة العذراء والطفل مع القديسة آن للرسام الإيطالي ليوناردو دا فينشي |                     |                         | ثمانون درهما قطريا         | 45 * 60 ملم |
| 11 | 24 يوليو 1968 | طابع متعدد الألوان تظهر فيه صورة للوحة فنية عن راقصة الباليه للرسام الفرنسي إدغار ديغا                |                     |                         | تسعون درهما قطريا          | 45 * 60 ملم |
| 12 | 24 يوليو 1968 | طابع متعدد الألوان تظهر فيه صورة للوحة فنية للرسام الهولندي جيرارد فان هونثورست                       |                     |                         | ريال قطري واحد             | 45 * 60 ملم |
| 13 | 24 يوليو 1968 | طابع متعدد الألوان تظهر فيه صورة للوحة فنية للرسام الفرنسي جان باتيست غروز                            |                     |                         | ريال وربع الريال           | 45 * 60 ملم |
| 14 | 24 يوليو 1968 | طابع متعدد الألوان تظهر فيه صورة للوحة فنية للرسام الفرنسي بول غوغان                                  |                     |                         | ريال ونصف الريال           | 45 * 60 ملم |
| 15 | 24 يوليو 1968 | طابع متعدد الألوان تظهر فيه صورة للوحة فنية لقارب شراعي للرسام الفرنسي كلود مونيه                     |                     |                         | ريالان                     | غير معروف   |
| 16 | 24 يوليو 1968 | طابع متعدد الألوان تظهر فيه صورة للوحة فنية لامرأة تقرأ رسالة للرسام الهولندي يوهانس فيرمير           |                     |                         | ريالان                     | غير معروف   |
| 17 | 24 يوليو 1968 | طابع متعدد الألوان تظهر فيه صورة للوحة فنية للرسام الإنجليزي توماس غينزبرة                            |                     |                         | ريالان                     | غير معروف   |
| 18 | 24 يوليو 1968 | طابع متعدد الألوان تظهر فيه صورة للوحة فنية للرسام الفرنسي أوغوست رينوار                              |                     |                         | ريالان                     | غير معروف   |
| 19 | 24 يوليو 1968 | طابع متعدد الألوان تظهر فيه صورة للوحة الفنية دوار الشمس للرسام الهولندي فينسنت فان خوخ               |                     |                         | ريالان ونصف الريال         | 45 * 60 ملم |
| 20 | 24 يوليو 1968 | طابع متعدد الألوان تظهر فيه صورة للوحة الفنية أرض الكوكائين للرسام الهولندي بيتر بروخل الأكبر         |                     |                         | ريالان وثلاثة أرباع الريال | 45 * 60 ملم |
| 21 | 24 يوليو 1968 | طابع متعدد الألوان تظهر فيه صورة للوحة فنية للرسام الفرنسي جان بابتيست كامي كورو                      |                     |                         | ثلاثة ريالات               | غير معروف   |
| 22 | 24 يوليو 1968 | طابع متعدد الألوان تظهر فيه صورة لبورتريه رامبرانت للرسام الهولندي رامبرانت                           |                     |                         | ثلاثة ريالات               | غير معروف   |
| 23 | 24 يوليو 1968 | طابع متعدد الألوان تظهر فيه صورة للوحة فنية للرسام الفرنسي جان باتيست غروز                            |                     |                         | ثلاثة ريالات               | غير معروف   |
| 24 | 24 يوليو 1968 | طابع متعدد الألوان تظهر فيه صورة للوحة فنية للرسام الفرنسي بول سيزان                                  |                     |                         | ثلاثة ريالات               | غير معروف   |

وأُصدرت أربع بطاقات تذكارية:

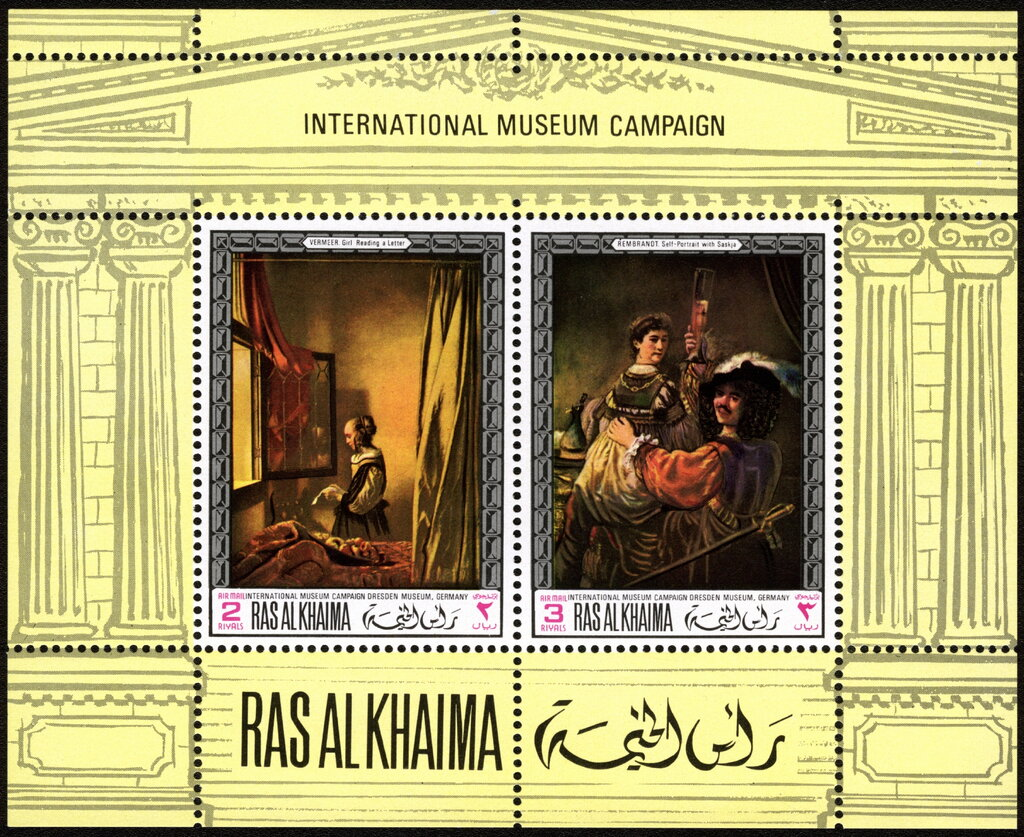
بطاقة تذكارية مخرمة يغلب عليها اللون الأصفر تحتوي على طابعين
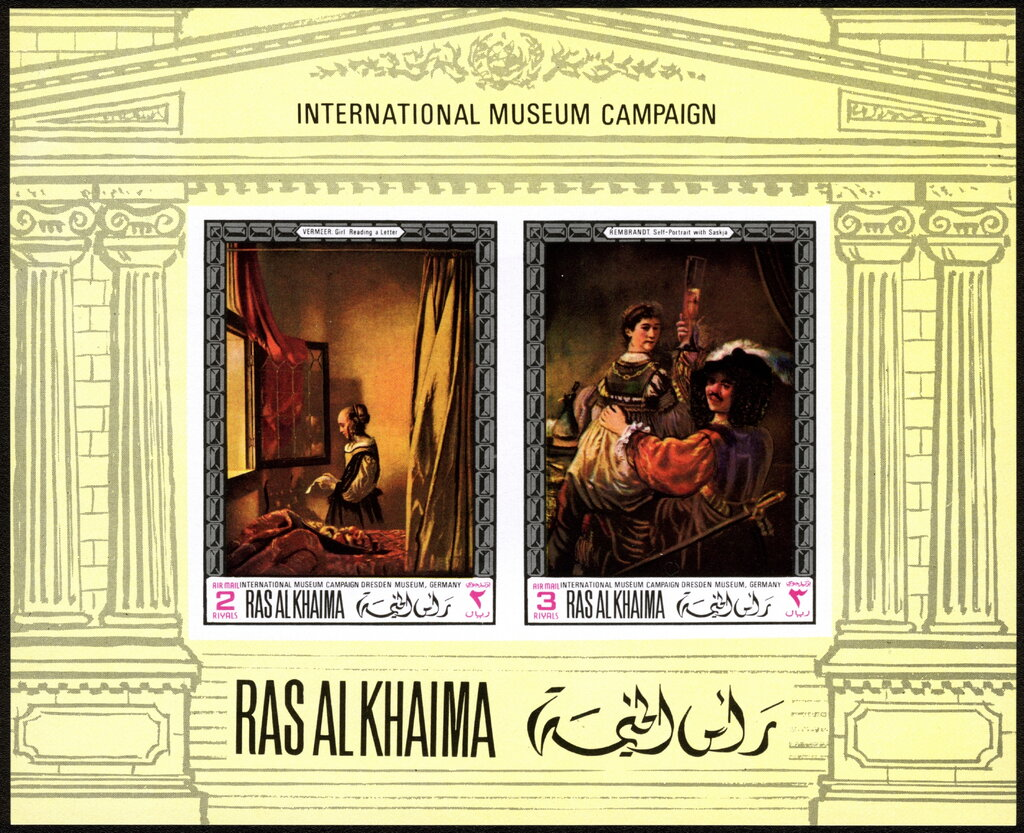
بطاقة تذكارية يغلب عليها اللون الأصفر تحتوي على طابعين
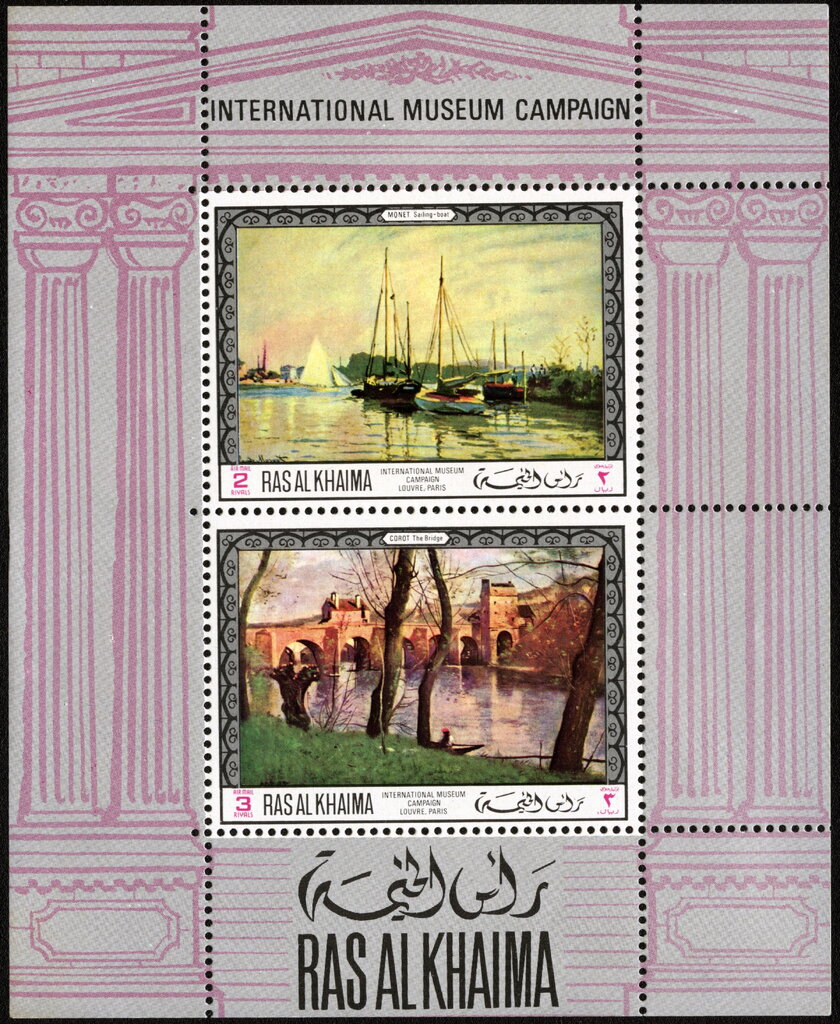
بطاقة تذكارية مخرمة يغلب عليها اللون الرمادي تحتوي على طابعين
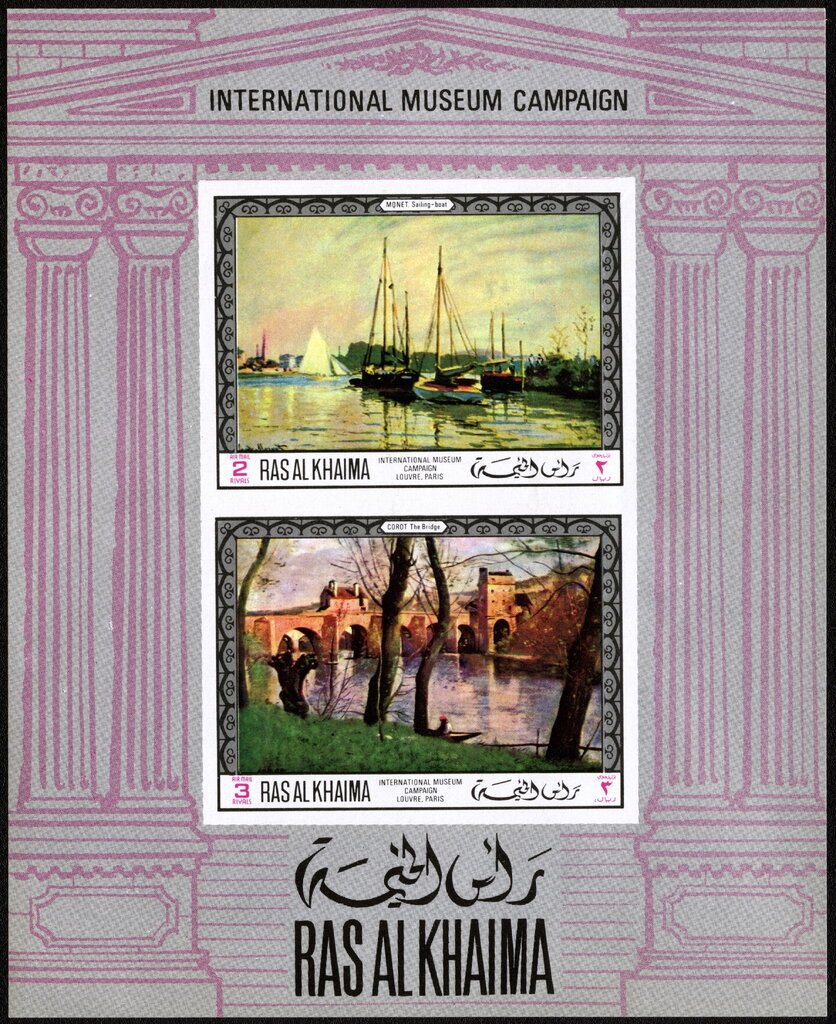
بطاقة تذكارية يغلب عليها اللون الرمادي تحتوي على طابعين
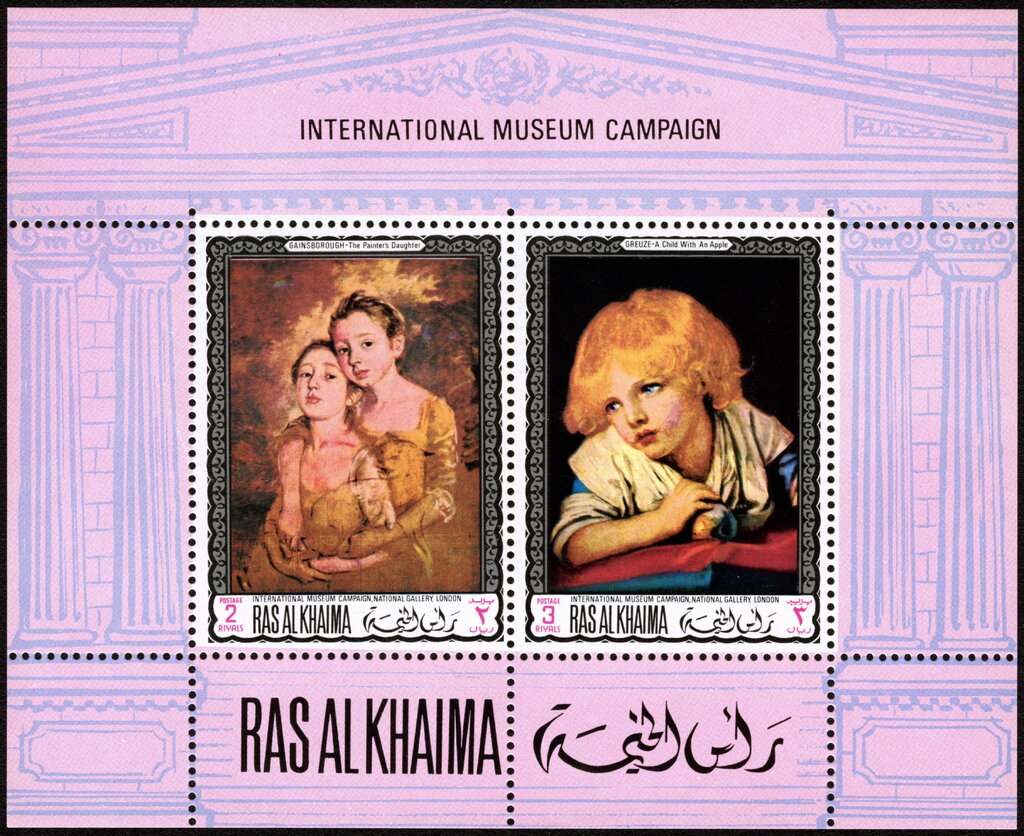
بطاقة تذكارية مخرمة يغلب عليها اللون الوردي تحتوي على طابعين
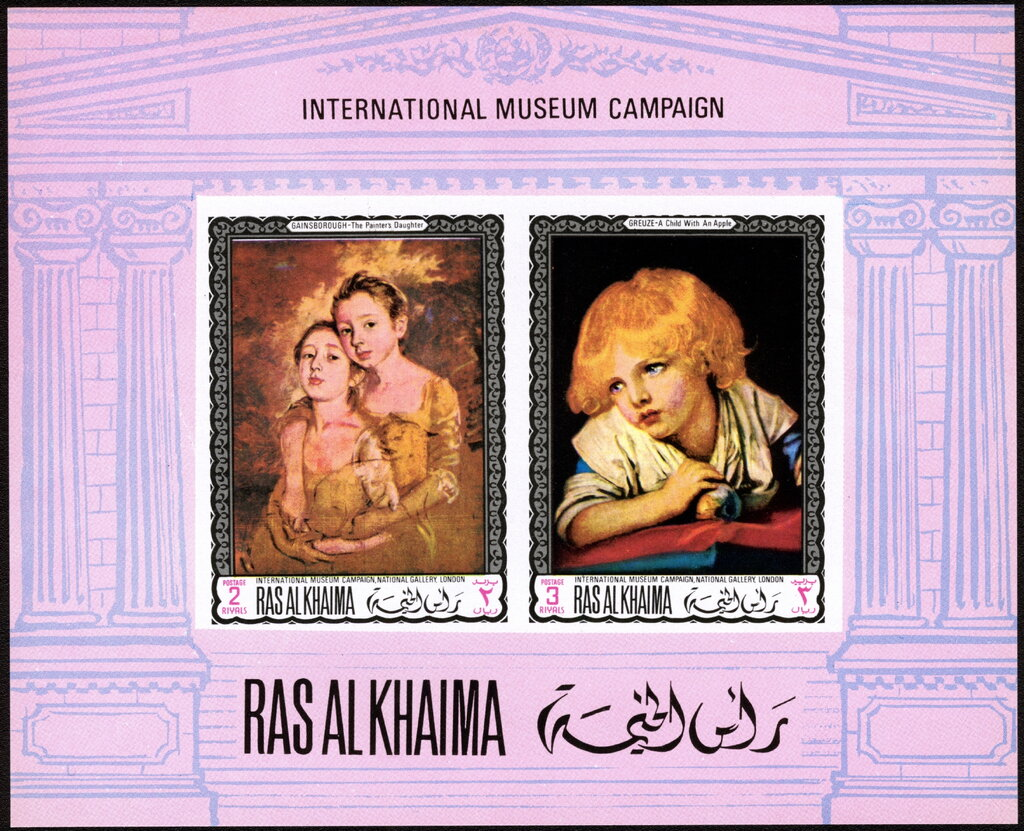
بطاقة تذكارية يغلب عليها اللون الوردي تحتوي على طابعين
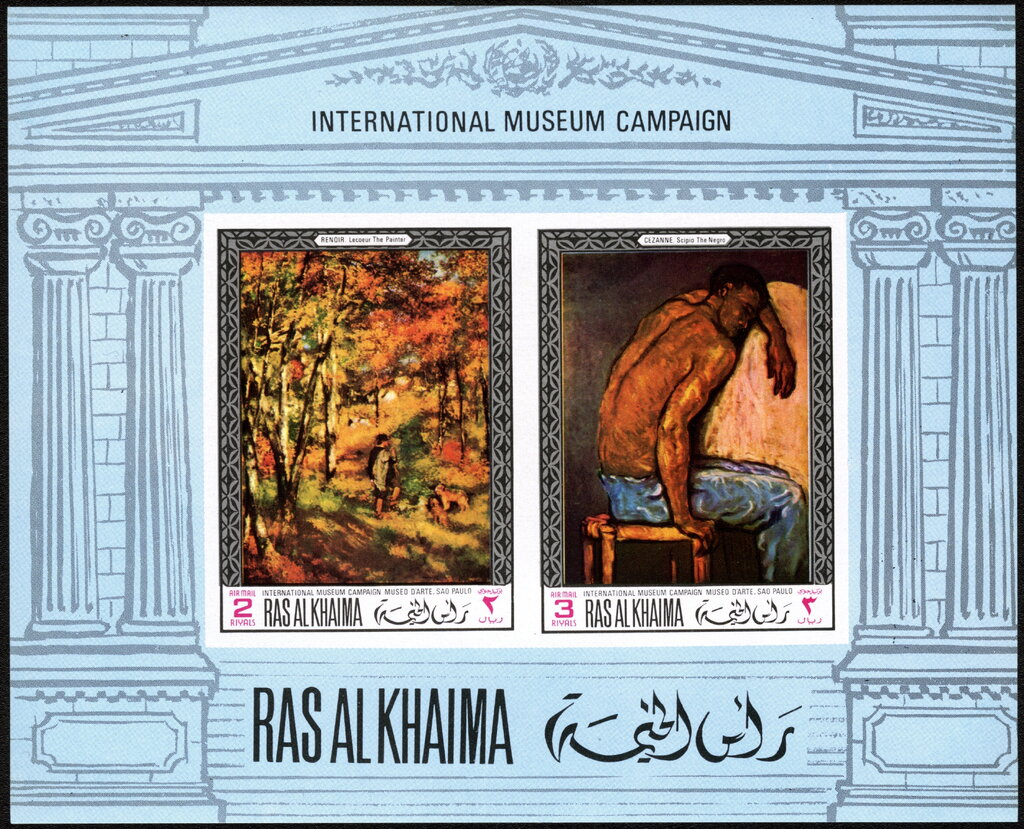
بطاقة تذكارية نخرمة يغلب عليها اللون الأزرق تحتوي على طابعين
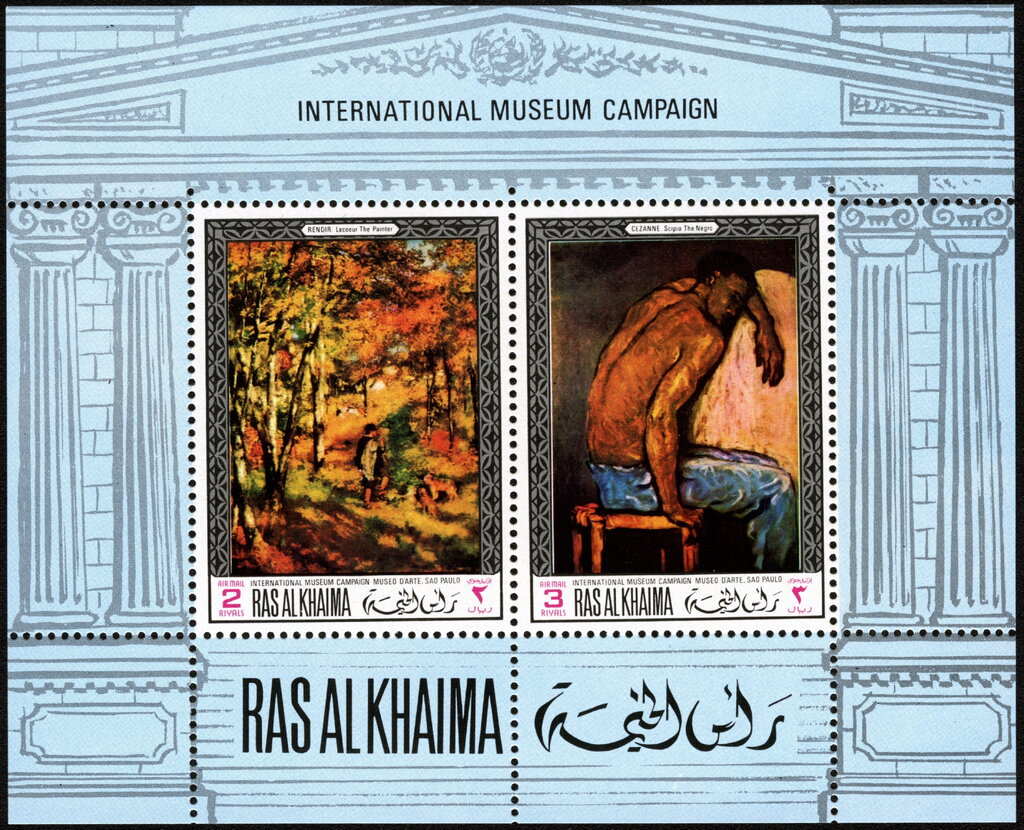
بطاقة تذكارية يغلب عليها اللون الأزرق تحتوي على طابعين

وأُصدرت صحيفة كاملة للطوابع:

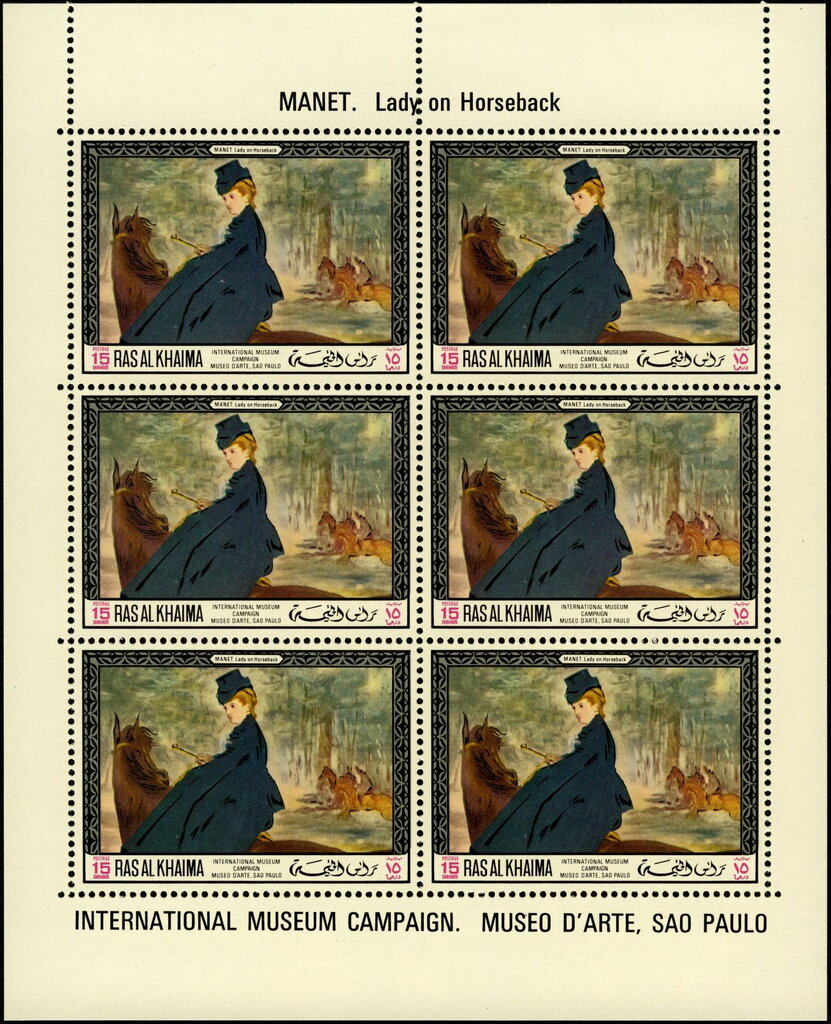
صحيفة طوابع كاملة لصورة للوحة فنية لامرأة أمازونية تمتطي جوادا للرسام الفرنسي إدوارد مانيه
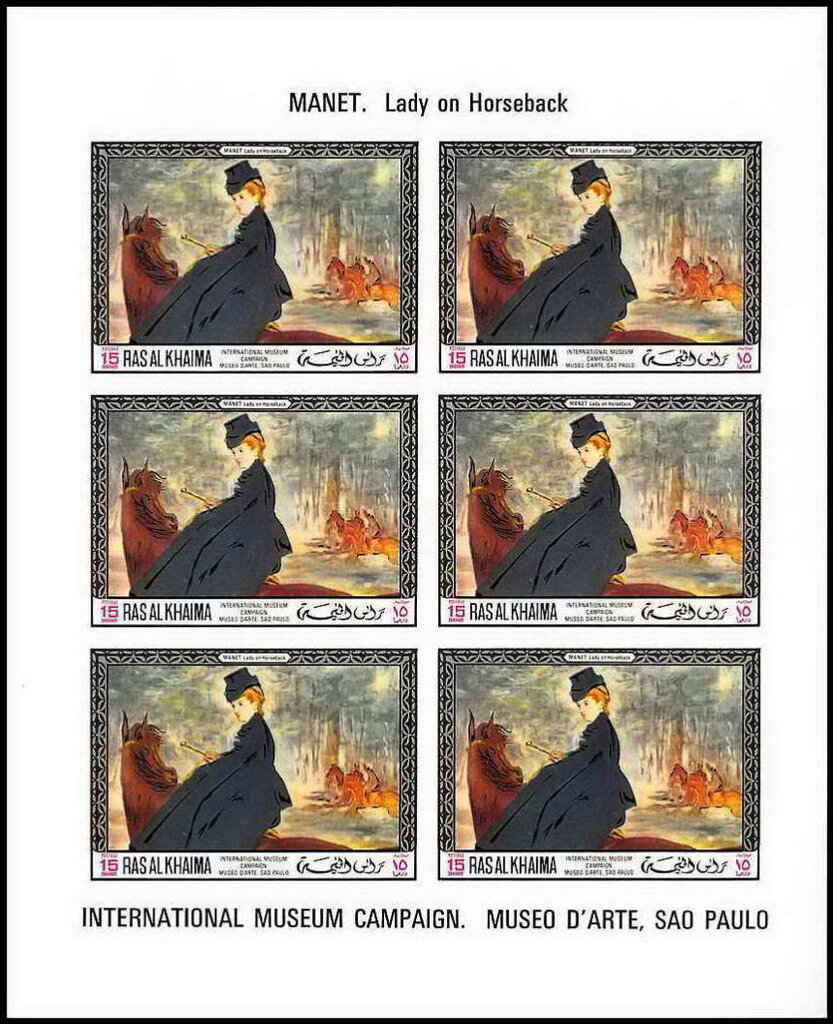
صحيفة طوابع كاملة لصورة للوحة فنية لامرأة أمازونية تمتطي جوادا للرسام الفرنسي إدوارد مانيه
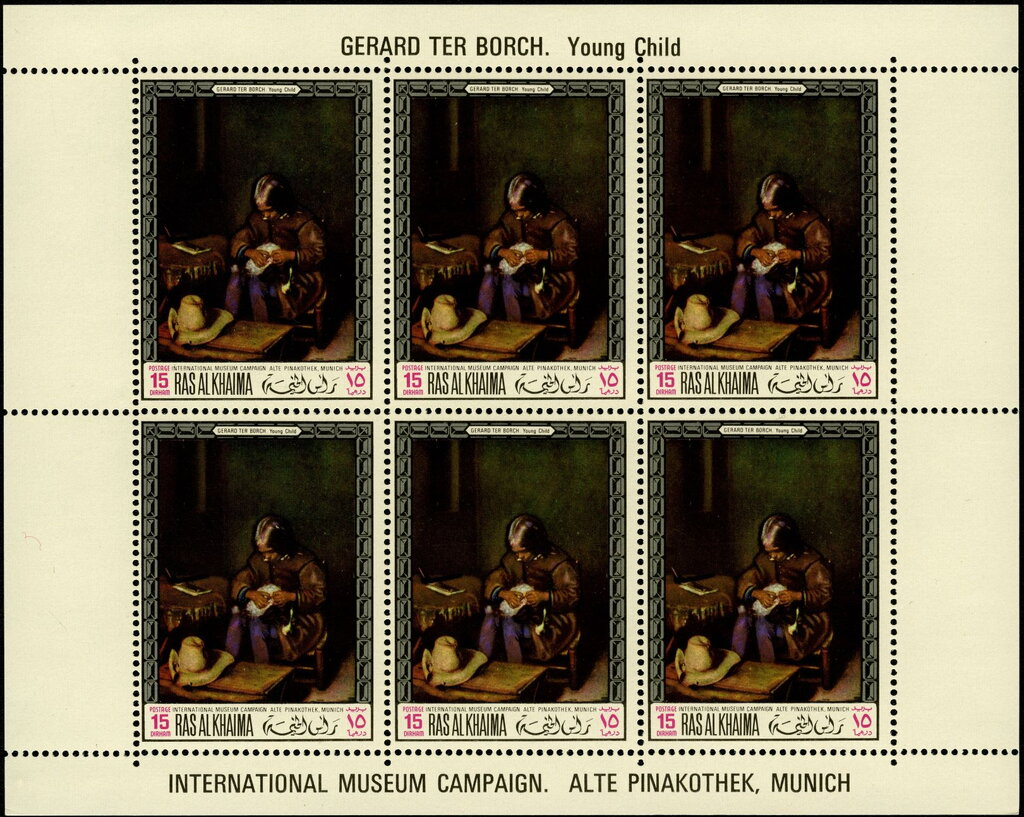
صحيفة طوابع كاملة للوحة فنية للرسام الهولندي جيرارد تير بورش
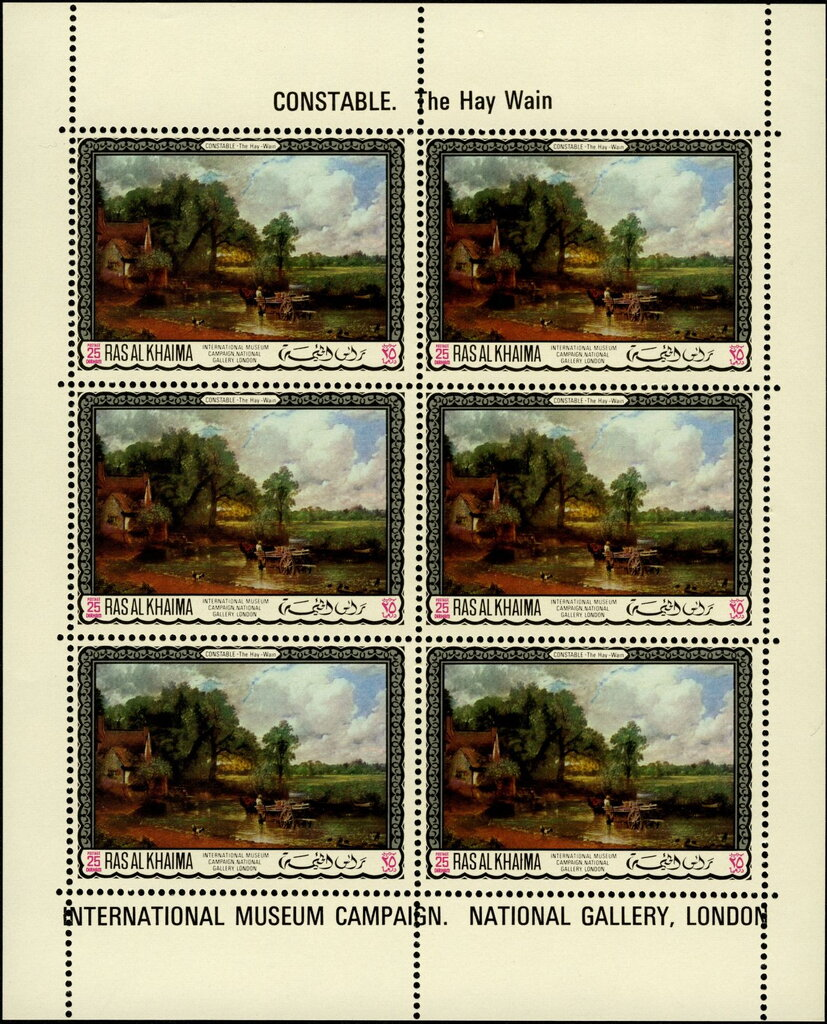
بطاقة تذكارية للوحة الفنية (الرياح العالية) للرسام الإنجليزي جون كونستابل
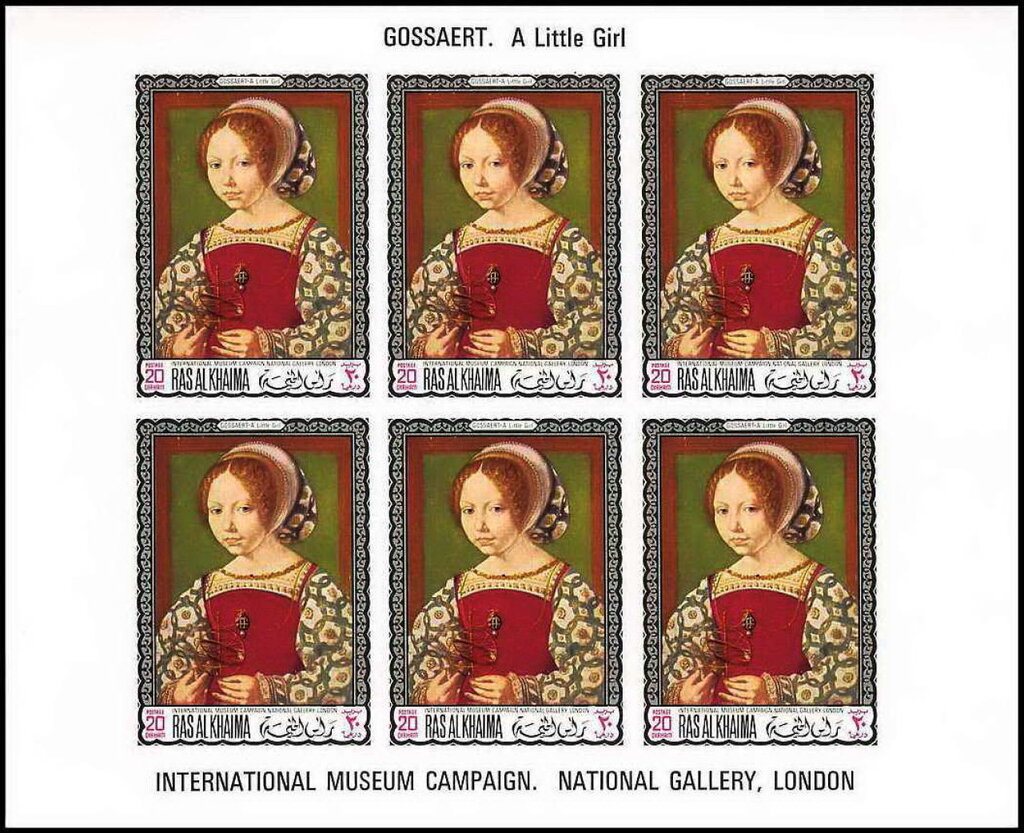
بطاقة تذكارية للوحة فنية للرسام الفلمنكي يان غوسايرت

## إصدارات الألعاب الأولمبية الشتوية
أُصدرت ستة طوابع للبريد العادي وطابعان للبريد الجوي وبطاقات تذكارية لمناسبة الألعاب الأولمبية الشتوية العاشرة التي جرت أحداثها في مدينة غرونوبل الفرنسية، احتوت الطوابع على أسماء الرياضيين الظاهرين فيها وعبارة "Winter Olympic Games 1968 - Grenoble (1968)" باللغة الإنجليزية:
| # | تاريخ الإصدار | الوصف | صورة الإصدار المخرم | صورة الإصدار غير المخرم | صورة ورقة الطابع التذكارية | القيمة             |
| - | ------------- | --- | ------------------- | ----------------------- | -------------------------- | ------------------ |
| 1 | 31 أغسطس 1968 | طابع تظهر فيه صورة المتزلجة الفرنسية مارييل جوتشيل الحاصلة على ميدالية ذهبية برياضة التزلج المتعرج                                                                |                     |                         |                            | خمسون درهما قطريا  |
| 2 | 31 أغسطس 1968 | طابع تظهر فيه صورة المتزلج الإيطالي فرانسيسكو نونس الحاصل على ميدالية ذهبية برياضة التزحلف الريفي                                                                 |                     |                         |                            | ريال قطري واحد     |
| 3 | 31 أغسطس 1968 | طابع تظهر فيه صورة المتزلجين الفرنسيين جان كلود كيلي وغاي بريلا الحاصلين على ميدالية ذهبية برياضة داونهيل إحدى أنواع التزلج على المنحدرات الثلجية                 |                     |                         |                            | ريال ونصف الريال   |
| 4 | 31 أغسطس 1968 | طابع تظهر فيه صورة المتزلجة النمساوية أولغا بال الحاصلة على ميدالية ذهبية برياضة داونهيل إحدى أنواع التزلج على المنحدرات الثلجية                                  |                     |                         |                            | ريالان             |
| 5 | 31 أغسطس 1968 | طابع تظهر فيه صورة المتزلجة الكندية نانسي غرين الحاصلة على ميدالية ذهبية برياضة التزلج المتعرج العملاق                                                            |                     |                         |                            | ريالان ونصف الريال |
| 6 | 31 أغسطس 1968 | طابع تظهر فيه صورة المتزلجة الفنية الأمريكية بيجي فليمنج الحاصلة على ميدالية ذهبية برياضة التزلج الفني على الجليد                                                 |                     |                         |                            | ثلاثة ريالات       |
| 7 | 31 أغسطس 1968 | طابع تظهر فيه صورة الرئيس الأمريكي السادس والثلاثين ليندون جونسون والمتزلجة الفنية الأمريكية بيجي فليمنج الحاصلة على ميدالية ذهبية برياضة التزلج الفني على الجليد |                     |                         |                            | ريالان             |
| 8 | 31 أغسطس 1968 | طابع تظهر فيه صورة المتزلج الفرنسي جان كلود كيلي الحاصل على ميدالية ذهبية برياضة داونهيل إحدى أنواع التزلج على المنحدرات الثلجية                                  |                     |                         |                            | خمسة ريالات        |

وكان من بين الطوابع التي أُصدرت لمناسبة الألعاب الأولمبية الشتوية طابع ذهبي يحتوي على صورة المتزلجة الفرنسية مارييل جوتشيل:
| # | تاريخ الإصدار | الوصف                                                                                                   | صورة الإصدار المخرم | صورة الإصدار غير المخرم | صورة ورقة الطابع التذكارية | القيمة      |
| - | ------------- | --- | ------------------- | ----------------------- | -------------------------- | ----------- |
| 1 | 31 أغسطس 1968 | طابع ذهبي تظهر فيه صورة المتزلجة الفرنسية مارييل جوتشيل الحاصلة على ميدالية ذهبية برياضة التزلج المتعرج |                     |                         |                            | خمسون درهما |

وأُصدرت بطاقة تذكارية:

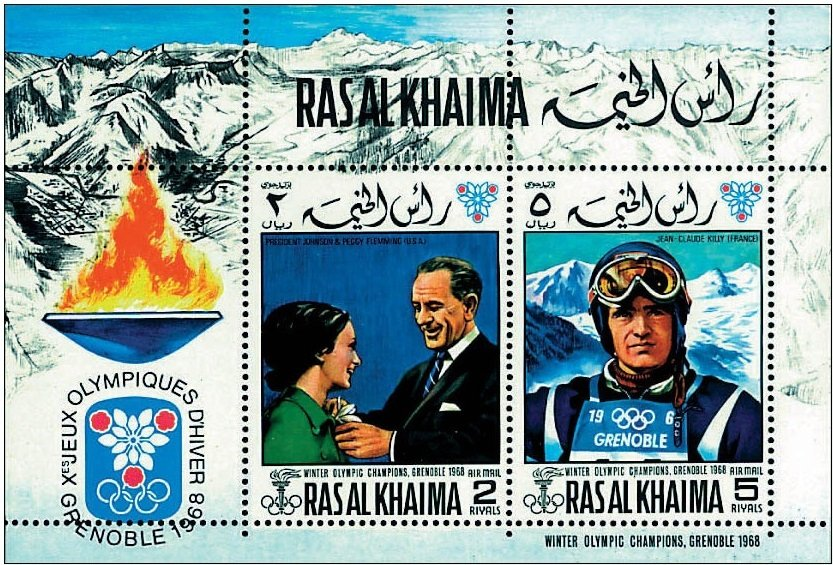
بطاقة تذكارية مخرمة تحتوي على طابعين مع صورة الشعلة الأولمبية
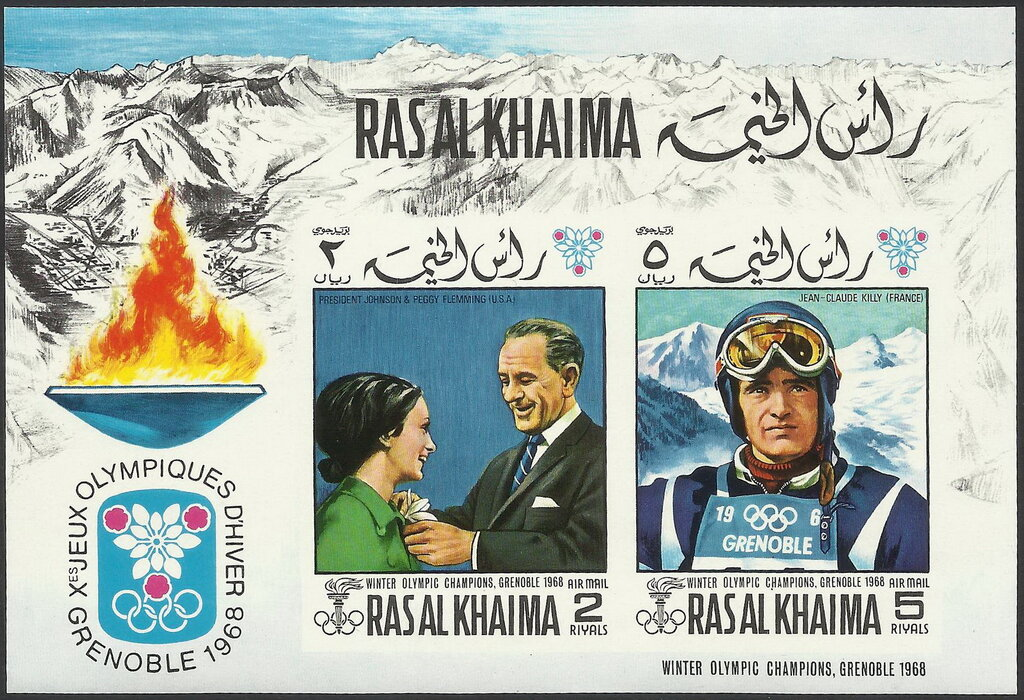
بطاقة تذكارية تحتوي على طابعين مع صورة الشعلة الأولمبية
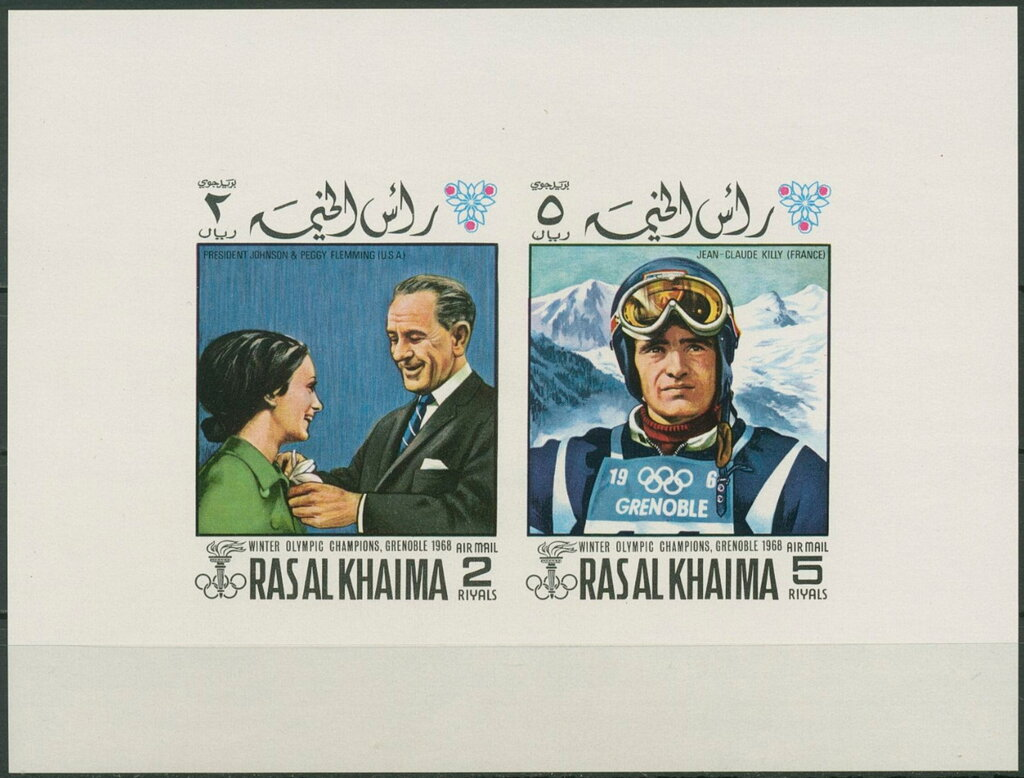
بطاقة تذكارية تحتوي على طابعين

## إصدارات الألعاب الأولمبية الصيفية
أُصدرت أربعة طوابع للبريد العادي وبطاقتان تذكاريتان لمناسبة الألعاب الأولمبية الصيفية:
| # | تاريخ الإصدار | الوصف                                                                                       | صورة الإصدار المخرم | صورة الإصدار غير المخرم | صورة ورقة الطابع التذكارية | القيمة       |
| - | ------------- | ------------------------------------------------------------------------------------------- | ------------------- | ----------------------- | -------------------------- | ------------ |
| 1 | 31 أغسطس 1968 | طابع بخلفية ذات لون أخضر يظهر فيه تمثال من العصر ما قبل الكولومبي مع رسم لرياضة رفع الأثقال |                     |                         |                            | ريال واحد    |
| 2 | 31 أغسطس 1968 | طابع بخلفية ذات لون أخضر يظهر فيه تمثال من العصر ما قبل الكولومبي مع رسم لرياضة رمي القرص   |                     |                         |                            | ريالان       |
| 3 | 31 أغسطس 1968 | طابع بخلفية ذات لون زيتوني يظهر فيه تمثال من العصر ما قبل الكولومبي مع رسم لرياضة رمي الجلة |                     |                         |                            | ثلاثة ريالات |
| 4 | 31 أغسطس 1968 | طابع بخلفية ذات لون نيلي يظهر فيه تمثال من العصر ما قبل الكولومبي مع رسم لرياضي             |                     |                         |                            | أربعة ريالات |
| 5 | 31 أغسطس 1968 | طابع متعدد الألوان تظهر فيه صورة قناع                                                       |                     |                         |                            | ريالان       |
| 6 | 31 أغسطس 1968 | طابع متعدد الألوان تظهر فيه صورة قناع                                                       |                     |                         |                            | ثلاثة ريالات |

وكان من بين الطوابع التي أُصدرى للمناسبة طابع ذهبي:
| # | تاريخ الإصدار | الوصف                                                                  | صورة الإصدار المخرم | صورة الإصدار غير المخرم | صورة ورقة الطابع التذكارية | القيمة       |
| - | ------------- | ---------------------------------------------------------------------- | ------------------- | ----------------------- | -------------------------- | ------------ |
| 1 | 31 أغسطس 1968 | طابع ذهبي اللون يظهر فيه تمثال من العصر ما قبل الكولومبي مع رسم لرياضي |                     |                         |                            | أربعة ريالات |

وأُصدرت بطاقتان تذكاريتان للمناسبة:

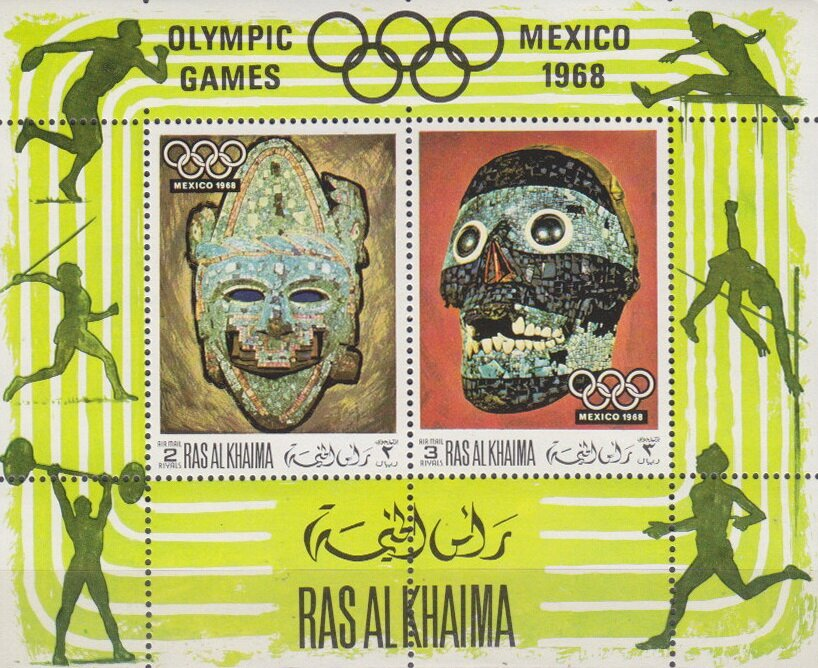
بطاقة تذكارية مخرمة متعددة الألوان يغلب عليها اللون الأصفر تظهر فيها صورة قناعين في الوسط وحولها صورة للرياضات الأولمبية المتعددة
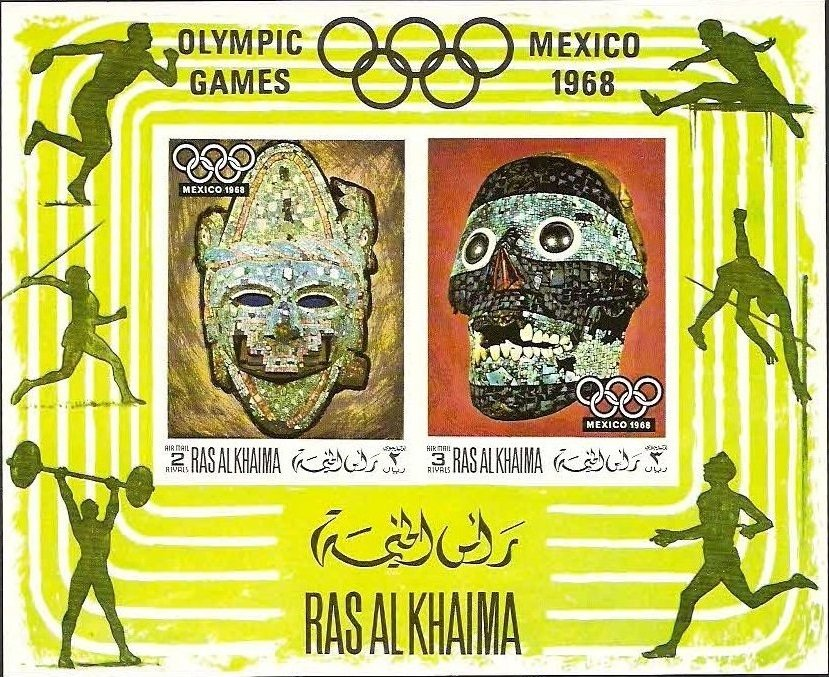
بطاقة تذكارية متعددة الألوان يغلب عليها اللون الأصفر تظهر فيها صورة قناعين في الوسط وحولها صورة للرياضات الأولمبية المتعددة
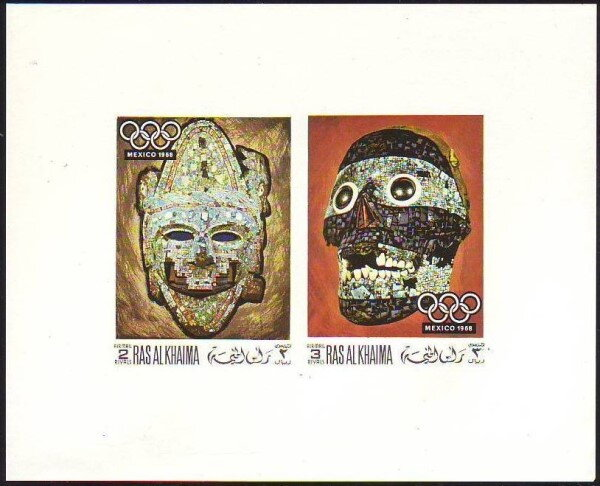
بطاقة تذكارية تظهر فيه صورة قناعين

## إصدارات أعياد الميلاد
أُصدرت ستة طوابع للبريد العادي وأربعة طوابع للبريد الجوي وبطاقة تذكارية لمناسبة أعياد الميلاد:
| #  | تاريخ الإصدار  | الوصف                                                                   | صورة الإصدار المخرم | صورة ورقة الطابع التذكارية التذكارية | القيمة       | الأبعاد      |
| -- | -------------- | ----------------------------------------------------------------------- | ------------------- | ------------------------------------ | ------------ | ------------ |
| 1  | 10 ديسمبر 1968 | طابع تظهر فيه لوحة مادونا والطفل للرسام الإيطالي ساندرو بوتيتشيلي       |                     |                                      | عشرون درهما  | 45 * 61 ملم  |
| 2  | 10 ديسمبر 1968 | طابع تظهر فيه لوحة للرسام الإيطالي أنطونيو دا كوريدجو                   |                     |                                      | ثلاثون درهما | 44 * 60 ملم  |
| 3  | 10 ديسمبر 1968 | طابع تظهر فيه لوحة عن ميلاد يسوع للرسام الفرنسي تشارلز أندريه فان لو    |                     |                                      | أربعون درهما | 44 * 60 ملم  |
| 4  | 10 ديسمبر 1968 | طابع تظهر فيه لوحة للرسام سوان تولوكا تشين                              |                     |                                      | خمسون درهما  | 44 * 60 ملم  |
| 5  | 10 ديسمبر 1968 | طابع تظهر لوحة للرسام الإسباني بارتولومه إستبان موريو                   |                     |                                      | ستون درهما   | 44 * 60 ملم  |
| 6  | 10 ديسمبر 1968 | طابع تظهر فيه لوحة للرسام الهولندي جيرارد فان هونثورست                  |                     |                                      | ريال واحد    | 44 * 60 ملم  |
| 7  | 10 ديسمبر 1968 | طابع تظهر فيه لوحة عن الهروب إلى مصر للرسام الإيطالي جنتيلي دا فابريانو |                     |                                      | ريالان       | غير معروف    |
| 8  | 10 ديسمبر 1968 | طابع تظهر فيه لوحة عن ميلاد يسوع للرسام الإيطالي نيري دي بيتشي          |                     |                                      | ثلاثة ريالات | 101 * 38 ملم |
| 10 | 10 ديسمبر 1968 | طابع تظهر فيه لوحة عن ميلاد يسوع لرسام فلورنسي مجهول                    |                     |                                      | أربعة ريالات | 102 * 39 ملم |
| 11 | 10 ديسمبر 1968 | طابع تظهر فيه لوحة للرسام الهولندي جيرارد فان هونثورست                  |                     |                                      | خمسة ريالات  | غير ومعروف   |

وأُصدرت بطاقة تذكارية:

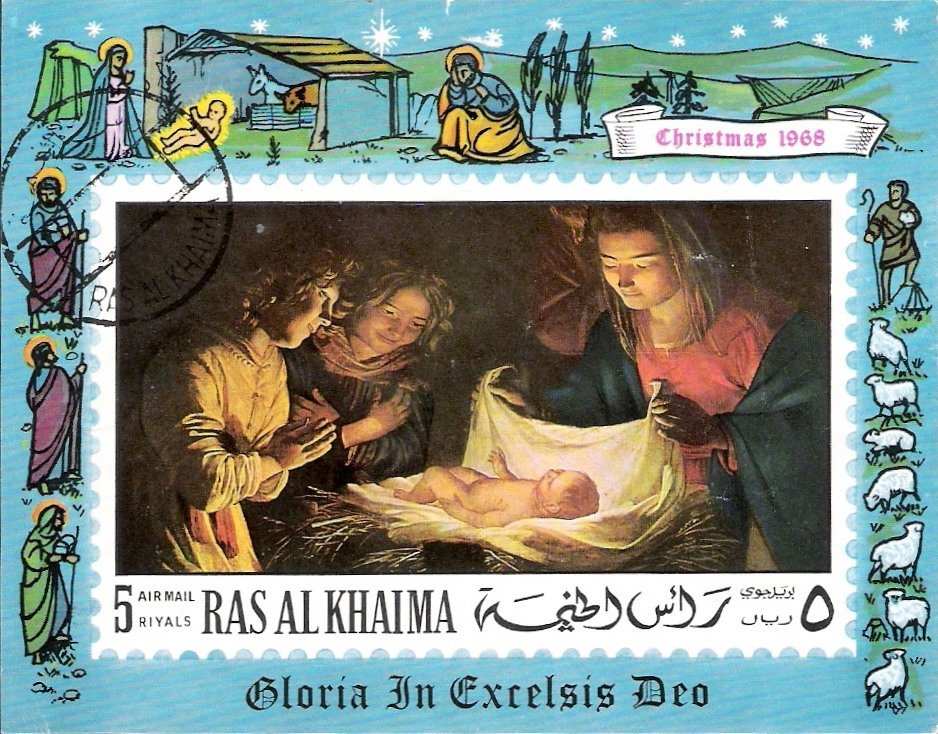
بطاقة تذكارية تظهر فيه لوحة للرسام الهولندي جيرارد فان هونثورست
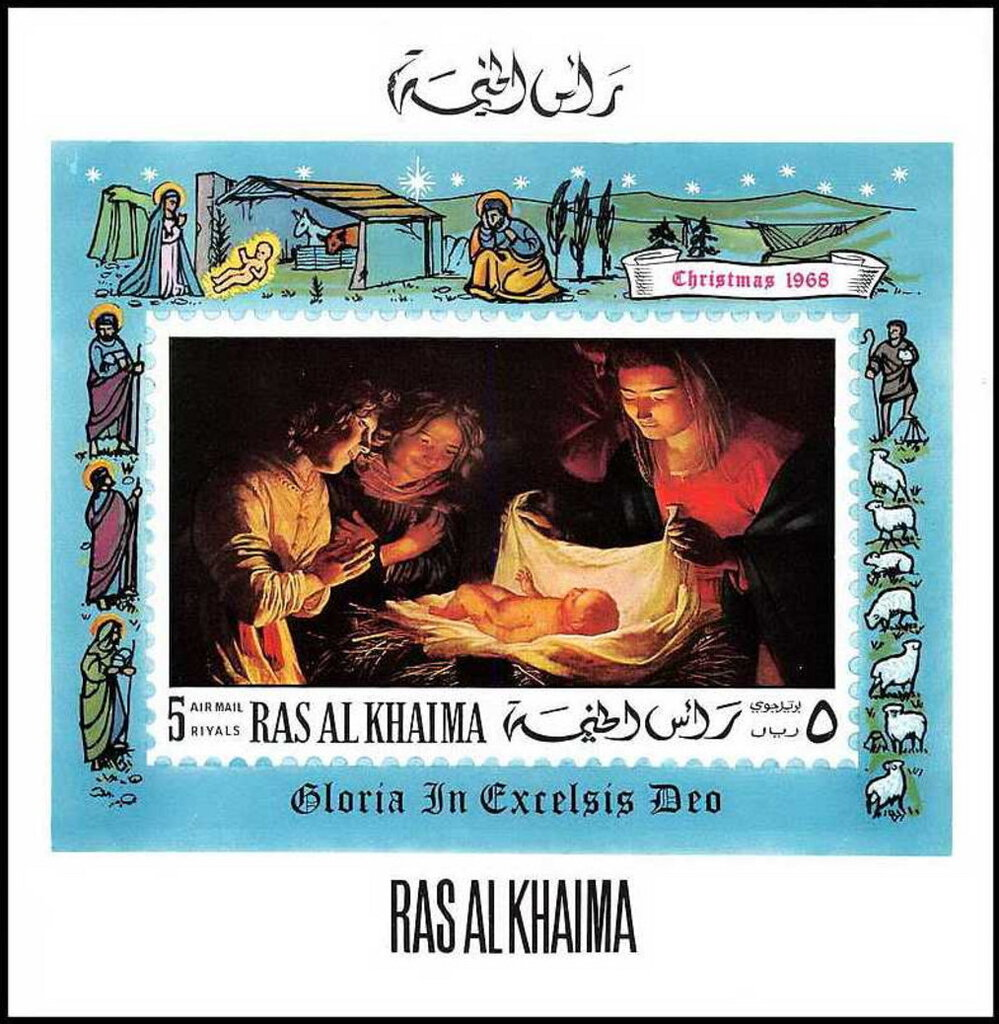
بطاقة تذكارية تظهر فيه لوحة للرسام الهولندي جيرارد فان هونثورست